# Stephanie Beacham
Stephanie Beacham (ur. 28 lutego 1947 w Barnet) – angielska aktorka telewizyjna, filmowa i teatralna.

## Życiorys

### Wczesne lata
Przyszła na świat w Barnet w hrabstwie Hertfordshire jako jedna z czworga dzieci Aleca Beachama, angielskiego admirała i dyrektora zarządzającego nieruchomościami Duke of Westminster w Grosvenor oraz Joan Beacham. Ma brata Richarda i siostrę Dianę. Wkrótce po jej urodzeniu, rozpoznano istnienie zupełnej głuchoty na prawe ucho, ma około 75% normalnej słyszalności na lewe ucho. Po ukończeniu prywatnej szkoły dla dziewcząt Convent of the Sacred Heart na Manhattanie, w wieku szesnastu lat wyjechała do Francji, gdzie studiowała pantomimę w Mime School of Paris z Etienne St Creux, zanim podjęła studia w Królewskiej Akademii Dramatycznej Sztuk w Bloomsbury, w jednej z dzielnic centralnego Londynu.

### Kariera
Początkowo myślała o zostaniu instruktorką tańca i ruchu dla dzieci głuchoniemych. Rozpoczęła jednak karierę jako modelka i pojawiła się w sitcomie BBC Handel odzieżą (The Rag Trade, 1961). Wzbudziła zainteresowanie historyczną rolą Marii, królowej Szkocji w dramacie telewizyjnym BBC Zdrajca królowej (The Queen’s Traitor, 1967). Zadebiutowała na dużym ekranie w dramacie Gry (The Games, 1970) u boku Ryana O’Neala i Charles’a Aznavoura. Po gościnnym udziale w serialach, w tym Święty (The Saint, 1967) i Jason King (1972), wystąpiła w roli Georginy Layton w operze mydlanej Wyraźnie osobisty (Marked Personal, 1973). W mrocznej opowieści o manipulacji, chorej namiętności i zbrodni Koszmary (The Nightcomers, 1972) z Marlonem Brando zagrała kochankę demonicznego ogrodnika, która jest przez niego upokarzana. Występowała także na scenie Nottingham Playhouse, m.in. jako Nora w sztuce Henrika Ibsena Dom lalek (A Doll's House).
Sławę międzynarodową zawdzięcza roli przebiegłej matriarchalnej Sable Colby w operze mydlanej ABC Dynastia (Dynasty, 1985, 1988-89) i spin–off Dynastia Colbych (The Colbys, 1985-87). Dla kontrastu wystąpiła jako tytułowa bohaterka sitcomu NBC Siostra Kate (Sister Kate, 1989-90), a za tę postać w 1990 roku była nominowana do nagrody Złotego Globu. Pojawiła się w roli matki Dylana McKaya (Luke Perry), jednego z głównych bohaterów opery mydlanej ABC Beverly Hills, 90210 (1991, 1993-95, 1998). W serialu fantasy NBC SeaQuest (Seaquest DSV, 1993-94) zagrała postać Dr Kristin Westphalen, oceanograf i lekarki.
W sitcomie BBC Boomers (2014–2016) grała Maureen, żonę hydraulika, która mieszka w nadmorskim kurorcie w Norfolk.
W 2016 roku wystąpiła w roli księżniczki Małgorzaty w spektaklu the Royal Family's It Girl w Cambridge Arts Theatre

## Życie prywatne
19 maja 1973 wyszła za mąż za aktora i scenarzystę Johna McEnery. Mieli dwie córki: Phoebe (ur. 1975) i Chloe (ur. 1977). Sześć lat później, w 1978 roku rozwiedli się. Została babcią Jude’a (ur. 2000), syna Phoebe. Była też zawiązana z aktorem Martynem Stanbridge (1984-87), Erikiem Claptonem (1987) i Imranem Khanem.

## Filmografia

### Filmy fabularne
- 1970: Tam Lin jako Janet Ainsley
- 1970: Gry (The Games) jako Angela Simmonds
- 1972: Baran komputerowy (The Aries Computer)
- 1972: Koszmary (The Nightcomers) jako panna Jessel
- 1972: Dracula A.D. 1972 jako Jessica Van Helsing
- 1989: Wilki z Willoughby Chase (The Wolves of Willoughby Chase) jako Letitia Slighcarp
- 1989: Drużyna z Beverly Hills (Troop Beverly Hills) jako Vicki Sprantz
- 1973: I teraz przeraźliwe początki (And Now the Screaming Starts!) jako Catherine Fengriffen
- 1973: Mafijne połączenie (Si può essere più bastardi dell'ispettore Cliff?) jako Joanne
- 1976: Dom śmiertelnego grzechu (House of Mortal Sin) jako Vanessa Welch
- 1976: Schizofrenia (Schizo) jako Beth
- 1981: Horrorplaneta (Inseminoid) jako Kate
- 1990: Harry i Harriet (Eine Frau namens Harry) jako Christine Petersen
- 1996: Weselny blues (Wedding Bell Blues) jako matka Tany'i
- 2000: Związki rodzinne (Relative Values) jako Elizabeth
- 2002: Czy mógłbym cię okłamać? (Would I Lie to You?) jako Amaelia
- 2002: Bezwarunkowa miłość (Unconditional Love) jako Harriet Fox-Smith
- 2006: Miłość i inne nieszczęścia (Love and Other Disasters) jako Felcity Wentworth
- 2006: Wiedźmiany młot (The Witches Hammer) jako Madeline
- 2006: Siedem dni Grace (Seven Days of Grace) jako Dana

### Filmy TV
- 1967: Zdrajca królowej (The Queen’s Traitor) jako Maria, królowa Szkocji
- 1990: Liliowy autobus (The Lilac Bus) jako Judy
- 1992: Być najlepszym (To Be the Best) jako Arabella
- 1992: Sekrety (Secrets) jako Sabina Quarles
- 1993: Jeźdźcy (Riders) jako pani Molly Carter
- 1993: Zagraniczny romans (Foreign Affairs) jako Rosemary Radley
- 1994: Zamiana ról (A Change of Place) jako Marie

### Seriale TV
- 1961: Handel odzieżą (The Rag Trade)
- 1967: Święty (The Saint) jako Penelope Brown
- 1968: Wiek jazzu (The Jazz Age) jako Charlotte Tonn
- 1969: Publiczne oko (Public Eye) Shirley Marlowe
- 1969: Fotel teatralny (Armchair Theatre) jako Linda
- 1970: UFO jako Sarah Bosanquet
- 1970: Sentymentalna edukacja (Sentimental Education) jako Rosanette
- 1970: Callan jako Beth Lampton
- 1972: Mężczyzna na topie (Man at the Top) jako Paula Fraser
- 1972: Jason King jako Cora Simpson
- 1972: Napoleon i miłość (Napoleon and Love) jako madame Duchatel
- 1973: Wyraźnie osobisty (Marked Personal) jako Georgina Layton
- 1973: Specjalna filia (Special Branch) jako Sue Arden
- 1973: Jane Eyre jako Blanche Ingram
- 1973: Obrońcy (The Protectors) jako Chrissie
- 1973: Awanturnik (The Adventurer) jako Contessa Maria
- 1975: Prometeusz: Życie Balzaca (Prometheus: The Life of Balzac) jako Fanny Lovell
- 1976: Hadleigh jako Susan Debray
- 1978: Tęcza (Rainbow) jako narrator
- 1979: I Vecchi e i giovani jako Nicolette
- 1981-82: Tenko jako Rose Millar
- 1984: Sorrell i syn (Sorrell and Son) jako Florence Palfrey
- 1985: Connie jako Connie
- 1985, 1988-89: Dynastia (Dynasty) jako Sable Colby
- 1985-87: Dynastia Colbych (The Colbys) jako Sable Colby
- 1986: Statek miłości (The Love Boat) jako Elaine
- 1986: Niewypłacalny dom tajemnicy i niepewności (Hammer House of Mystery and Suspense) jako Rosemary Richardson
- 1987: Napoleon i Józefina (Napoleon and Josephine: A Love Story) jako Therese
- 1988: French i Saunders (French and Saunders) jako Doreena Petherbridge
- 1989-90: Siostra Kate (Sister Kate) jako siostra Kate
- 1990: Jackie Collins – Uśmiechy losu (Lucky/Chances) jako Susan Martino Santangelo
- 1990: Cluedo jako pani Peacock
- 1991: Beverly Hills 90210 jako Iris McKay
- 1993: Blossom jako pani Robinson
- 1993: Star Trek: Następne pokolenie (Star Trek: Następne pokolenie) jako hrabina Stephanie Beacham
- 1993-95: Beverly Hills 90210 jako Iris McKay
- 1993-94: SeaQuest (Seaquest DSV) jako dr Kristin Westphalen
- 1994: Prawo Burke’a (Burke’s Law) jako Victoria Lancer
- 1995: Licealne towarzystwo (High Society) jako Stella, trener aktorstwa
- 1995: Legenda (Legend) jako Vera Slaughter
- 1996: Bez bananów (No Bananas) jako Dorothea
- 1998: Beverly Hills 90210 jako Iris McKay
- 2000: Czarodziejki (Charmed) jako Martha van Lewen
- 2002: Istnienie tego poza (Having It Off) jako Vernice Green
- 2003–2006: Złe dziewczyny (Bad Girls) jako Phyllida Oswyn
- 2004: Moda na sukces w roli samej siebie
- 2006: Nowe triki (New Tricks) jako Rhoda Wishaw